# Meoneura parva
Meoneura parva är en tvåvingeart som beskrevs av Papp 1976. Meoneura parva ingår i släktet Meoneura och familjen kadaverflugor.
Artens utbredningsområde är Mongoliet. Inga underarter finns listade i Catalogue of Life.